# Irene av Grekland och Danmark (1904-1974)
Prinsessan Irene av Grekland och Danmark, född 1904, död 1974, var en grekisk och senare italiensk prinsessa. Hon var italiensk prinsessa och hertiginna av Aosta som gift med Aimone av Savojen-Aosta (1900–1948). Hon var tekniskt sett drottning av Kroatien 1941-1943, då hennes make gjordes till kung av Kroatien, men paret besökte aldrig landet. 

## Biografi
Irene hade en instabil uppväxt eftersom Grekland vid flera tillfällen avskaffade och återinförde monarken, och hon tillbringade därför stora delar av sitt liv utomlands, i bland annat Schweiz, Italien och Rumänien. Irene utbildade sig 1924-1927 till sjuksköterska. Flera olika äktenskap föreslogs för hennes räkning. 
När hennes bror besteg tronen 1936 fick hon spela rollen som "första dam" och uppfylla de representativa uppgifter som annars utfördes av drottningen, eftersom hennes bror var frånskild. Bland hennes officiella uppgifter var att vara beskyddare för de grekiska flickscouterna.
I maj 1939 tillkännagavs hennes trolovning med den italienska prinsen hertig Aimone av Savojen-Aosta. Paret hade känt varandra i sjutton år. Inför bröllopet konverterade hon till katolicismen. Bröllopet ägde rum i katedralen Santa Maria del Fiore i Florens den 1 juli 1939. Äktenskapet ogillades av Mussolini på grund av spänningarna mellan Italien och Grekland. Paret bosatte sig sedan i Florens. 
I oktober 1939 anfölls Grekland av Italien. Medan Aymon tjänstgjorde i flottan tog hon värvning som sjuksköterska i Röda Korset och gick till den albanska fronten för att behandla de sårade (november 1940).
Tillsammans med sin syster Helena av Grekland träffade hon Adolf Hitler i Berchtesgaden i december för att diskutera Greklands och Rumäniens öde, men misslyckades, och Hitler ockuperade Grekland och Rumänien. 
I mars-april 1942, tog hon ansvaret för ett sjukhuståg som tog henne till den ryska fronten för att repatriera sårade italienska soldater. 
Irene och hennes son blev, tillsammans hennes svägerska Anne av Orléans och dennas två döttrar, internerad av tyskarna, på grund av Italiens fred med de allierade, på Hotel Ifen i Hirschegg i Österrike mellan juli 1944 och maj 1945. 
Hon separerade från sin make efter kriget och bosatte sig i Schweiz. Efter makens död 1948 gav Italien henne makens egendom och tillstånd att återvända till Italien, där hon sedan bodde till sin död. 